# Partito Fascista Albanese
Il Partito Fascista Albanese (Partia Fashiste e Shqipërisë, PFSh) fu un partito politico fascista fondato dopo l'invasione e occupazione dell'Albania al Regno d'Italia del 1939.

## Storia

Bandiera dell'Occupazione italiana dell'Albania

Il PFSh venne costituito il 2 giugno 1939 come partito unico d'Albania da Tefik Mborja, un albanese amico del ministro degli esteri italiano Galeazzo Ciano.
È stato formalmente al potere fino all'8 settembre 1943, dopo l'Armistizio di Cassibile.
Nei primi mesi del 1943 Maliq bej Bushati, un nazionalista anti-monarchico, riorganizzò il PFSh come Guardia della Grande Albania, favorì la presa di distanza dell'Albania dall'Italia, eliminò i simboli fascisti dalla bandiera albanese (due fasci littori, uno su ciascun lato dell'aquila albanese) e affermò l'autonomia albanese in molti settori.
Dopo l'occupazione tedesca, il capo del Sicherheitsdienst Ernst Kaltenbrunner riorganizzò la Guardia della Grande Albania in Partito Nazista Albanese, titolare del controllo formale di tutta l'Albania. Il controllo tedesco sull'Albania fu meno pesante che in altri paesi: il governo albanese non attuò nessuna persecuzione sistematica degli ebrei per la deportazione, o uccisioni. Volontari albanesi costituirono una divisione di Waffen SS, la 21. Waffen-Gebirgs-Division der SS Skanderbeg, in onore dell'eroe albanese Giorgio Castriota Scanderbeg.

## Organizzazione
Il PFSh fu un'emanazione del Partito Nazionale Fascista (PNF) italiano di Benito Mussolini, tanto che l'iscrizione al primo era equiparata a quella al PNF.
Il PFSh era retto da un Segretario nominato (ed eventualmente revocato) dal Luogotenente Generale di Stato Maggiore del Re Imperatore in Albania, su proposta del Presidente del Consiglio dei Ministri albanese, previo parere del Segretario del PNF.
Al Segretario del PFSh spettavano il titolo e le funzioni di Ministro Segretario di Stato, faceva parte del Governo albanese, della Camera dei Fasci e delle Corporazioni e riceveva le direttive e gli ordini del Duce dal Segretario del PNF.
Il Segretario del PNF in Albania era rappresentato da un Ispettore del partito stesso, coadiuvato da un Segretario Federale e da un Ispettore Federale.
Presso ogni capoluogo di provincia era istituita la Federazione dei Fasci del PFSh e, presso ogni comune, il Fascio di combattimento del P.F.A.
Ad imitazione la PNF italiano, anche il partito albanese ebbe, dal 14 agosto 1939 (decreto luogotenenziale n.54) la sua Milizia Fascista Albanese, analoga alla Milizia Volontaria per la Sicurezza Nazionale.
Il PFSh non fu mai un movimento di massa: raggiunse il maggior numero di iscritti (13.500) nel maggio 1940. Tuttavia, durante la permanenza al potere, il PFSh cercò di mettere in atto l'idea di una Grande Albania, ampliando i confini dello stato albanese in Epiro e in Kosovo.
Il PFSh fu impegnato anche in alcuni atti di antisemitismo: agli ebrei albanesi fu vietata l'adesione al partito fascista (anche se i musulmani furono ammessi a parteciparvi), e quindi esclusi da alcune professioni, come l'insegnamento.

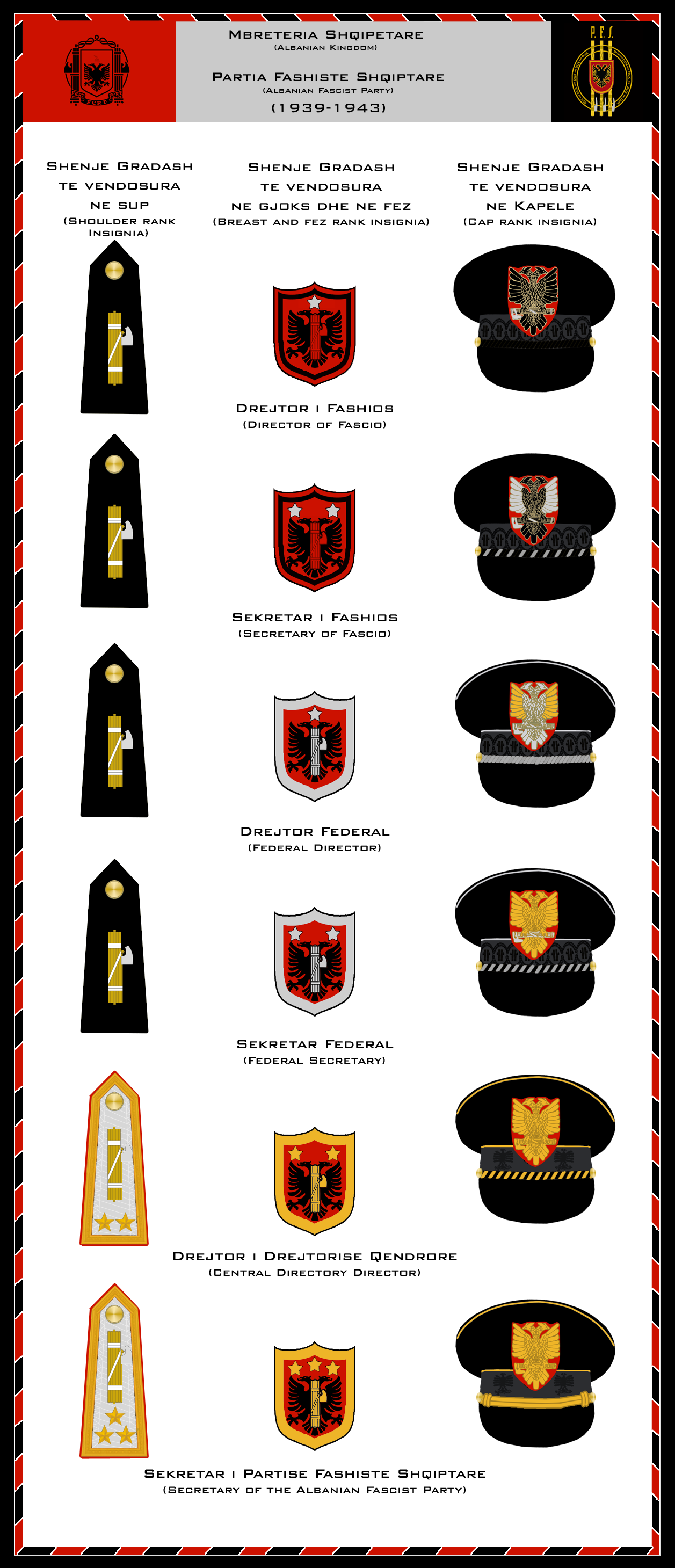
Gradi dei gerarchi del Partito Fascista Albanese

## Segretari
Ministri segretari del partito fascista albanese
- 1939-1941 : Tefik Mborja
- 1941-1943 : Jup Kazazi
- 1943 : Kol Bibë Mirakaj

Ministri segretari della Guardia della Grande Albania
- 1943 : Maliq bej Bushati
- 1943 : Eqrem Libohova